# Bryn
Bryn – wieś w Anglii, w hrabstwie ceremonialnym Wielki Manchester, w dystrykcie metropolitalnym Wigan. Leży 29 km na zachód od centrum miasta Manchester. W 2001 miejscowość liczyła 12 436 mieszkańców.